# フョードル・ウシャコフ

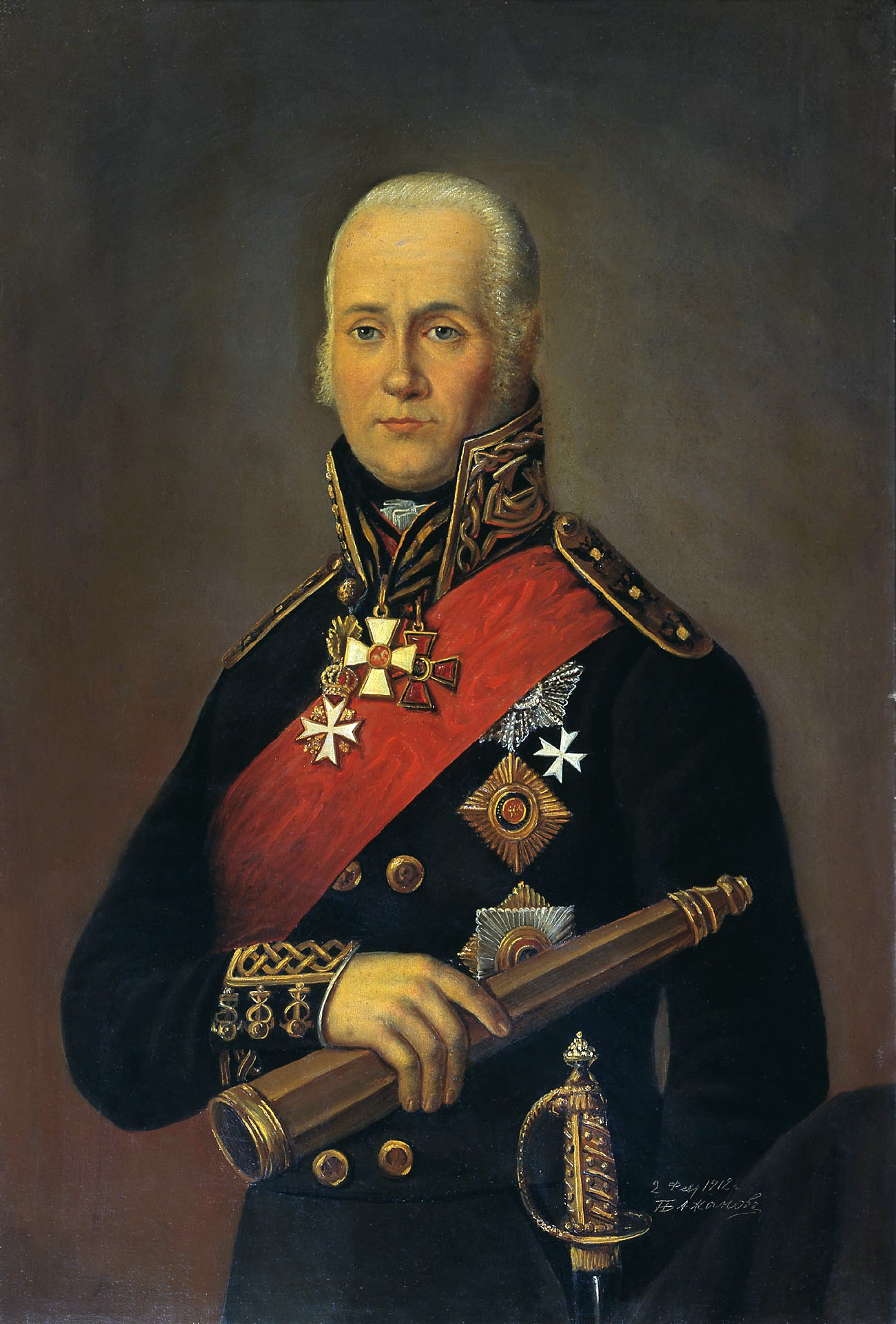
ウシャコフの肖像画。

フョードル・ウシャコフ（ロシア語: Фёдор Фёдорович Ушако́в、1745年2月24日 - 1817年10月24日）は、ロシア帝国の軍人。最終階級は海軍大将。18世紀のロシア海軍で最も有能な指揮官の一人であった。

## 生涯
フョードル・ウシャコフは、モンゴル系の貴族の息子として生まれた。1766年に海軍兵学校に入学して、海軍士官としての教育を受けた。
ウシャコフの海軍任官当時、ロシア帝国ではエカチェリーナ2世の治世下で、ピョートル1世の死後に弱体化した海軍の復興が進められていた。ウシャコフは精神と物質の両面でロシア海軍の改善に取り組み、軍規や艦艇の保守態勢を向上させた。戦術に関しても、当時の典型的な海戦術であった単縦陣による並行砲戦が決定力に欠ける問題点を指摘し、敵艦列を突破する戦術を導入した。これは、ホレーショ・ネルソンが用いたのと同じ戦術である。
1787年に勃発した露土戦争では、黒海艦隊を率いてオスマン帝国海軍と戦った。1790年9月のテンドラ島沖海戦（en）と翌年8月のカリアクラ岬海戦（en）でオスマン艦隊に勝利を収め、黒海におけるロシアの制海権を確保した。この間、1790年からはロシア海軍の総司令官の地位に就いた。フランス革命戦争では1798年から1800年にかけて艦隊を率いて地中海に進出、イタリア戦線のロシア陸軍部隊に協力した。ドミトリー・セニャーウィン（1763-1831）と並んで、この時代のロシア海軍では最も有能な指揮官の一人に数えられている。
1800年にウシャコフは地中海から黒海に戻り、大将に昇進した。しかし、1801年に即位した新皇帝アレクサンドル1世に嫌われ、晩年は不遇のうちに1817年に死去した。

## 死後

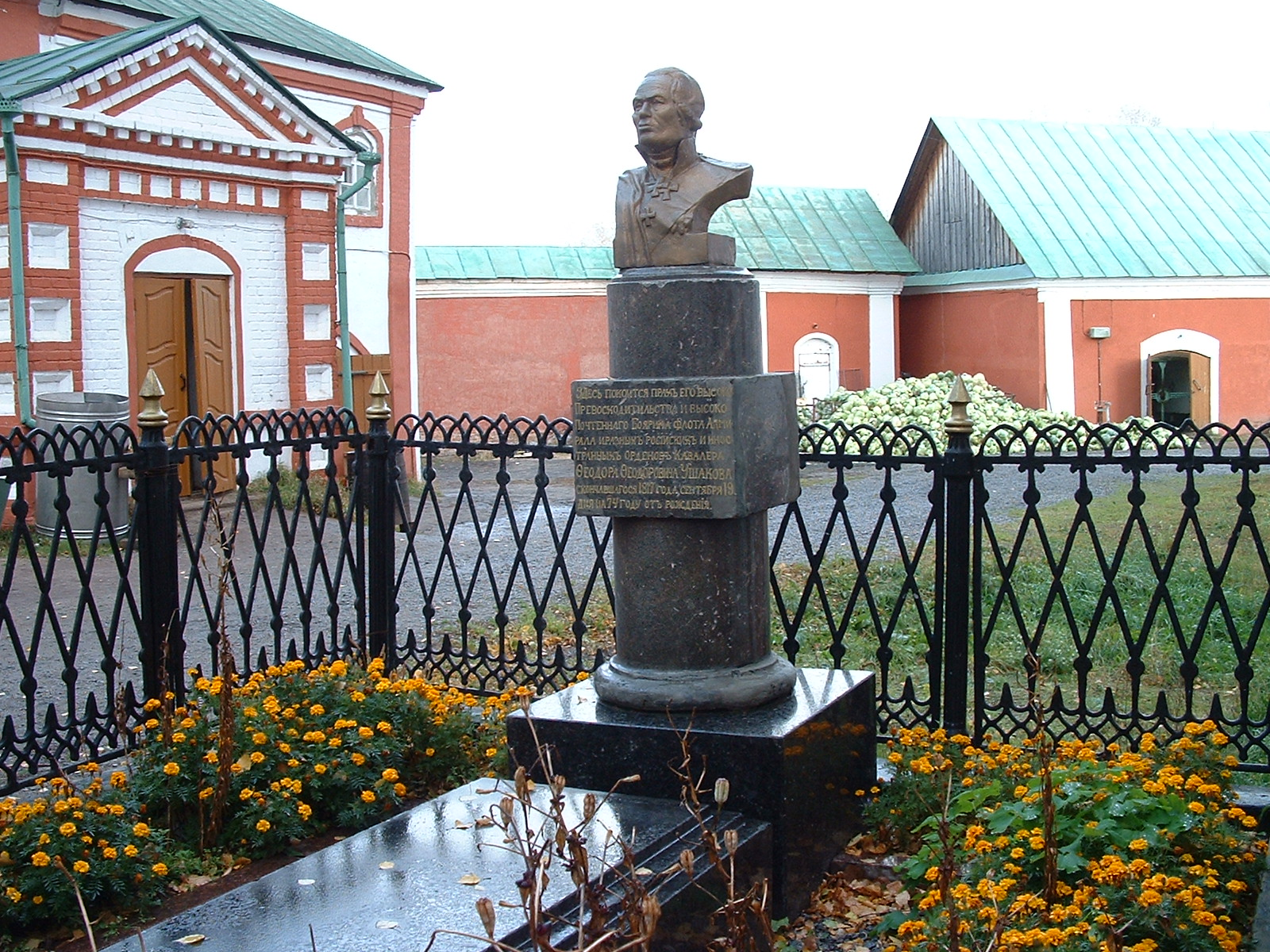
ウシャコフの墓地。

ロシア正教会は、2000年にウシャコフを聖人に列することを決定し、2001年8月にウシャコフを正式に守護聖人と認めた。海軍軍人でロシア正教の聖人に列せられた最初の人物となる。